# Madagaskar-Waldohreule
Die Madagaskar-Waldohreule (Asio madagascariensis), auch Madagaskar-Ohreule genannt, ist eine Art aus der Familie der Eigentlichen Eulen. Sie kommt ausschließlich auf Madagaskar vor.

## Erscheinungsbild
Mit einer Körpergröße von 36 bis 50 Zentimetern ist sie die größte Vertreterin ihrer Gattung. Weibchen sind dabei deutlich größer als die Männchen, die maximal eine Körperlänge von 40 Zentimetern erreichen.
Wie alle Ohreulen hat sie auffallende Federohren. Diese stehen jedoch weiter auseinander als dies bei anderen Ohreulen der Fall ist. Der Gesichtsschleier ist überwiegend hellbraun. Die Region um die Augen ist jedoch schwärzlich braun. Sie ist auf der Körperoberseite dunkelbraun mit einzelnen rotbraunen bis ockerfarbenen Flecken und Streifen. Die Körperunterseite ist hellbraun mit auffälligen dunklen Längsstreifen und einigen wenigen Querstreifen. Die Augen sind gelblich bis orangefarben. Der Schnabel und die Zehen sind schwärzlich.
Auf Madagaskar ist sie die größte Eulenart und wegen ihrer auffälligen Federohren und den orangefarbenen Augen kaum zu verwechseln. Die Sumpfohreule ist kleiner, hat braune Augen und ist auf der Körperunterseite dicht quergestreift.

## Verbreitung und Lebensraum
Die Madagaskar-Waldohreule ist eine endemische Eule Madagaskars. Sie besiedelt dort immergrüne Regenwälder, Galeriewälder und kommt auch in Sekundärwäldern vor. Daneben findet man sie auch in trockeneren Laubwäldern. Ihre Höhenverbreitung reicht von der Tiefebene bis zu Höhenlagen von 1600 bis 1800 Metern über NN.

## Lebensweise
Die Madagaskar-Waldohreule ist eine dämmerungs- und nachtaktive Eulenart. Sie übertagt im dichten Blattwerk von Bäumen und lebt auch sonst überwiegend versteckt in Wäldern. Ihr Nahrungsspektrum besteht überwiegend aus Wirbeltieren, wobei Säuger überwiegen. Zur Beute gehören auch kleine Lemuren und Fledermäuse. Kleinvögel spielen in ihrem Beutespektrum eine geringere Rolle. Der stark ausgebildete Schnabel und die kräftigen Krallen legen nahe, dass sie tendenziell größere Beute als andere Ohreulen schlägt. Sie findet ihre Beute überwiegend in Wäldern und auf offenem Gelände, das direkt an Wald angrenzt.
Die Fortpflanzungsbiologie ist bislang nicht hinreichend erforscht. Alle gefundenen Gelege fanden sich in den aufgegebenen Nestern anderer großer Vogelarten. Die Eiablage erfolgt vermutlich zwischen August und Oktober.

## Etymologie und Forschungsgeschichte
Die Erstbeschreibung der Madagaskar-Waldohreule erfolgte 1834 durch Andrew Smith unter dem wissenschaftlichen Namen Otus Madagascariensis. Das Typusexemplar zur Beschreibung stammte aus Madagaskar. Erst später wurde sie der bereits 1760 von Mathurin-Jacques Brisson eingeführten Gattung Asio zugeschlagen. Dies wird gelegentlich auch als axio geschrieben und wurde im Lateinischen für Eule mit Ohren verwendet. Das Artepitheton bezieht sich auf den Fundort bzw. Lebensraum dieser Art.

## Belege

### Einzelbelege
1. 1 2  König et al., S. 482.
2. 1 2  Andrew Smith, S. 316.
3. ↑  Mathurin-Jacques Brisson, S. 28.
4. ↑  James A. Jobling, S. 57.

### Weblink
- Asio madagascariensis in der Roten Liste gefährdeter Arten der IUCN 2024.1. Eingestellt von: BirdLife International, 2018. Abgerufen am 25. September 2024.
- Factsheet auf BirdLife International
- Madagaskar-Waldohreule (Asio madagascariensis) auf eBird.org
- Madagaskar-Waldohreule (Asio madagascariensis) bei Avibase
- Asio madagascariensis im Integrated Taxonomic Information System (ITIS)
- xeno-canto: Tonaufnahmen – Madagaskar-Waldohreule (Asio madagascariensis)
- Madagascan Owl (Asio madagascariensis) in der Encyclopedia of Life.  (englisch).